# Кам'янка (притока Інгулу)
Ка́м'янка — річка в Україні, у межах Кропивницького району Кіровоградської області, ліва притока Інгулу (басейн Південного Бугу).

## Розташування
Річка бере початок у селі Митрофанівка. Тече спочатку на південь, далі на південний захід, у пригирловій частині — знову на південь. Впадає до Інгулу в межах села Інгуло-Кам'янка.

## Опис
Довжина річки 43 км, площа басейну 621 км². Заплава завширшки 300—500 м. Річище звивисте, завширшки 5 м. Похил річки 1,7 м/км. Споруджено декілька ставків, особливо великий став розташований на північний схід від селища Кам'янець.
Притоки:Балка Широка, Балка Попова, Балка Волова (ліві); Лозоватка (права).